# Jean Cluzel
Jean Cluzel (ur. 18 listopada 1923 w Moulins, zm. 12 września 2020) – francuski polityk, senator.

## Działalność publiczna
Od 26 września 1971 do 30 września 1998 (reelekcje 1980, 1989) zasiadał w Senacie reprezentując departament Allier.